# Василівка (Павлоградський район)
Васи́лівка — село в Україні, у Юр'ївській селищній громаді Павлоградському районі Дніпропетровської області. До 2017 орган місцевого самоврядування — Жемчужненська сільська рада із центром в селі Жемчужне. Населення становить 135 осіб.

## Географія
Село Василівка розташоване на лівому березі річки Литовщина, вище за течією на відстані 4 км розташоване село Новоолександрівка, нижче за течією на відстані 2 км розташоване село Варламівка, на протилежному березі — село Литовщина. Через село проходить автомобільна дорога Т 2107.

## Історія
12 червня 2020 року, відповідно до розпорядження Кабінету Міністрів України № 709-р «Про визначення адміністративних центрів та затвердження територій територіальних громад Дніпропетровської області», увійшло до складу Юр'ївської селищної громади.
19 липня 2020 року, в результаті адміністративно-територіальної реформи та ліквідації Юр'ївського району, село увійшло до складу Павлоградського району.

## Населення

### Мова
Розподіл населення за рідною мовою за даними :
| Мова       | Кількість | Відсоток |
| ---------- | --------- | -------- |
| українська | 123       | 91.11%   |
| російська  | 12        | 8.89%    |
| Усього     | 135       | 100%     |